# Leo Abreu
Leonid de Sousa Abreu (João Pessoa, 5 de fevereiro de 1975), comumente conhecido pelo pseudônimo Leo Abreu, é um médico e político brasileiro, filiado ao Partido Socialista Brasileiro (PSB).
Leo Abreu é primogênito do médico, ex-prefeito e deputado estadual Antônio Vituriano de Abreu e da odontóloga Fátima Abreu. Em 2003 casou-se com Jaqueline Braga. No ano de 2013, Leo e um grupo de amigos lançaram o grupo musical "Usocupados".

## Política
Ingressou na política em 2004, como candidato a prefeito, entretanto não foi eleito, pelo Partido Progressista (PP), obtendo 13.312 sufrágios, sem êxito. Ele foi eleito prefeito de Cajazeiras em 2008, com 52% dos votos válidos, o que corresponde a 16.749 votos, contra 47% do adversário, Marinho, do DEM.
Renunciou ao cargo em 16 de maio de 2011, fato até então inédito na história do município.
Atualmente é investigado pela Polícia Federal na Operação Andaime. Em 3 de março de 2017 o MPF denunciou Leo pelos crimes de organização criminosa, fraude à licitação, apropriação e desvio de dinheiro público.